# Гусев, Станислав Сергеевич
Станисла́в Серге́евич Гу́сев (13 июля 1939) — советский и российский учёный-философ, педагог, поэт. доктор философских наук, профессор СПбГУ, автор работ в области теории научного познания.
Родился в Баку, где у него остались родственники Брайеры. Закончил философский факультет ЛГУ (1971). По распределению оказался в Ухте, но благодаря помощи И. А. Майзеля стал работать в Кораблестроительном институте и институте имени Лесгафта. Защитил докторскую диссертацию по теме «Метафора как средство организации теоретического знания» (1986).

## Основные работы
- Гусев C. C. Наука и метафора. — Л.: ЛГУ, 1984.
- Гусев С. С., Тульчинский Г. Л. Проблема понимания в философии. М.: Политиздат, 1985. — 192 с.
- Гусев С. С. Смысл возможного. — СПб.: Алетейя, 2002. — 384 с.